# ならやま大通り

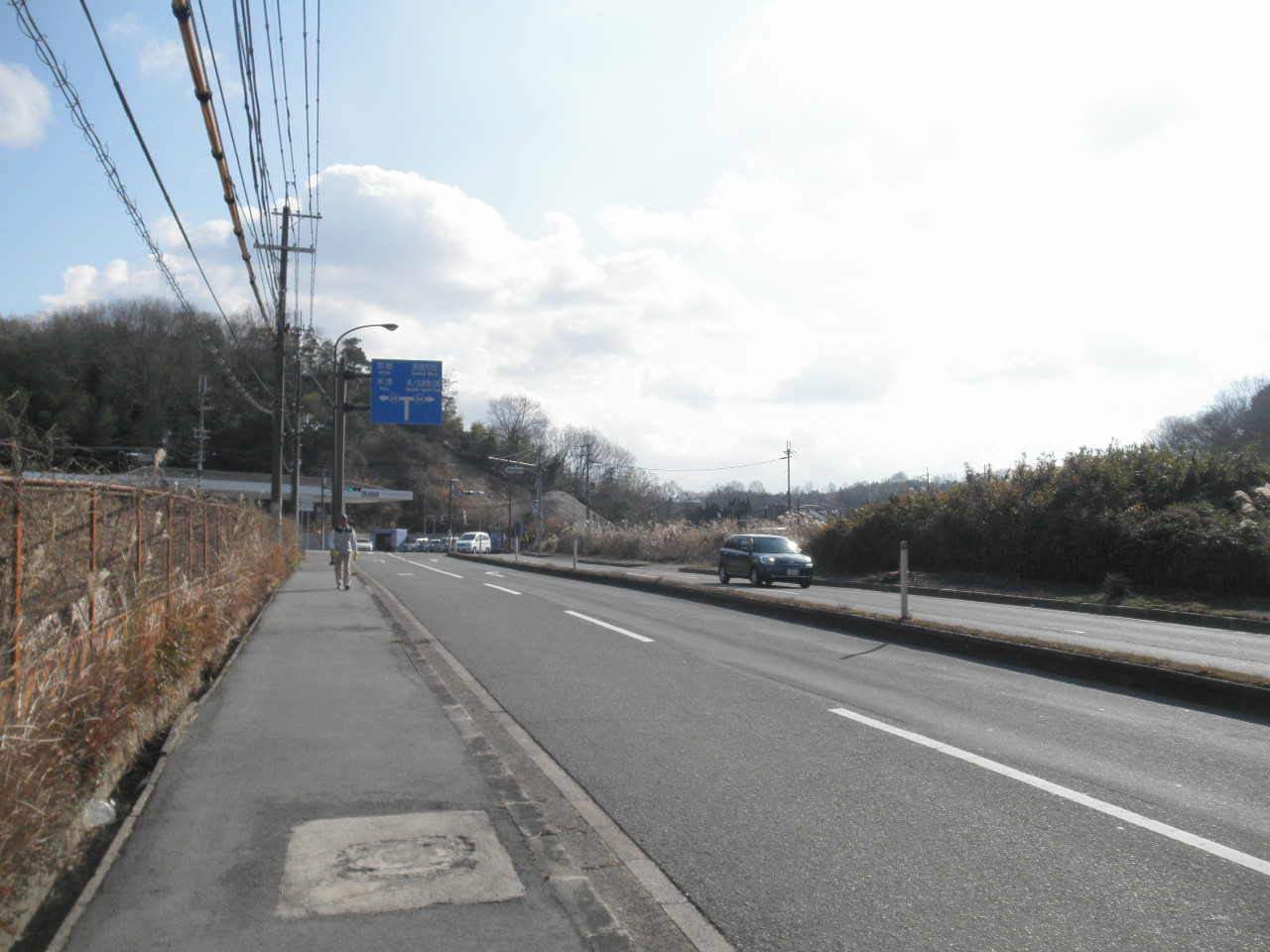
起点付近
奈良市奈良阪町で撮影

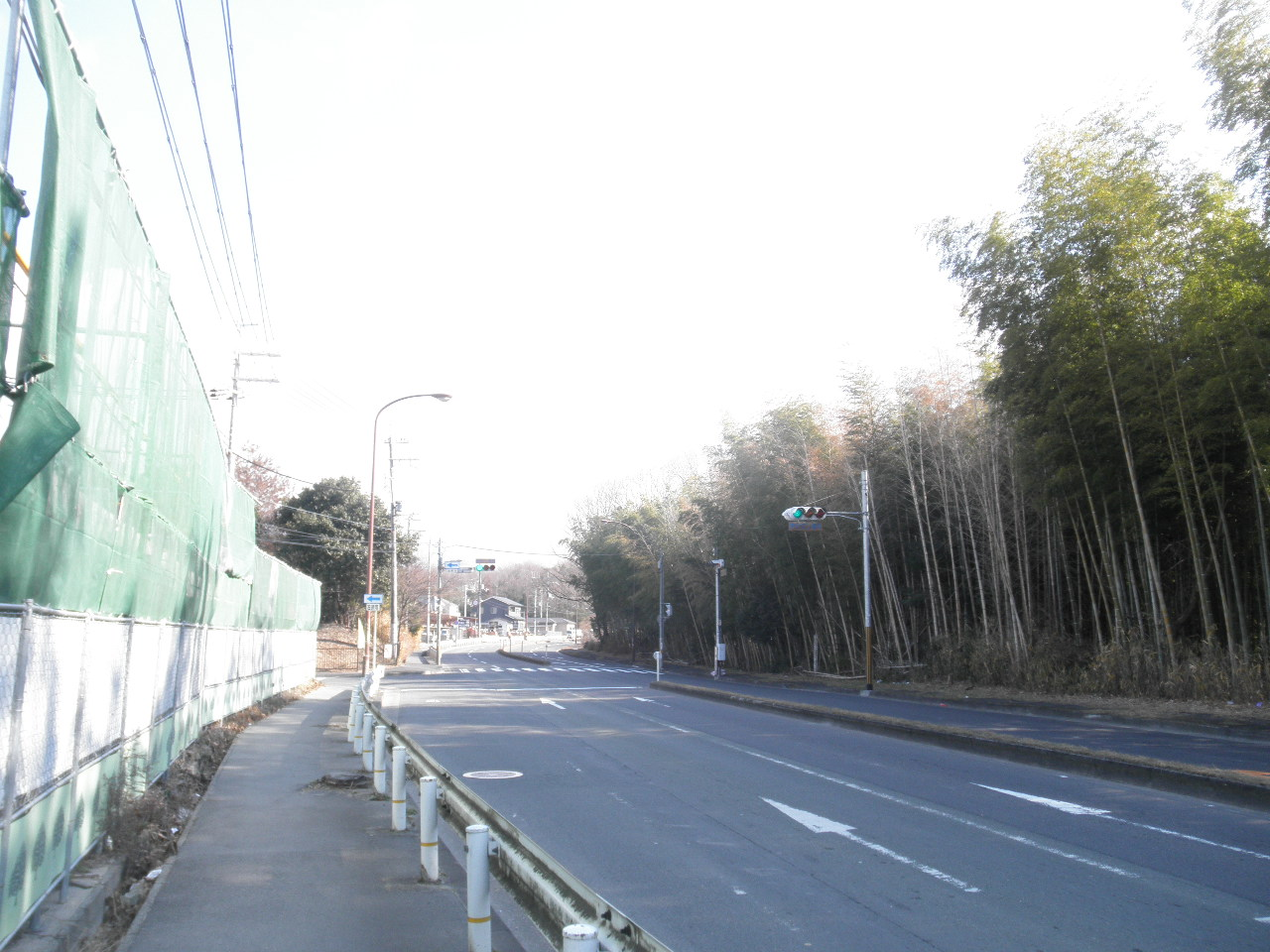
奈良市佐保台

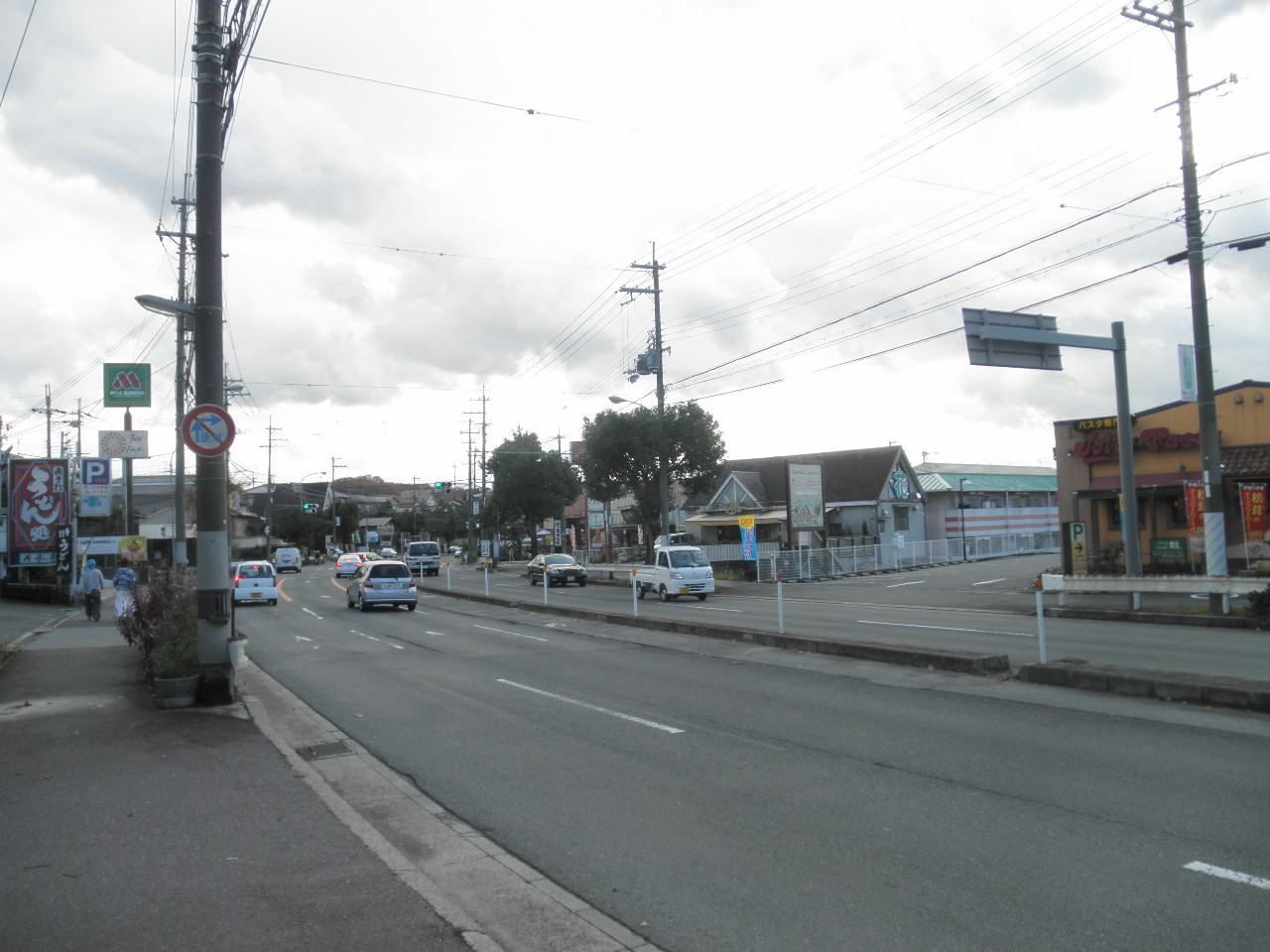
奈良市神功5丁目

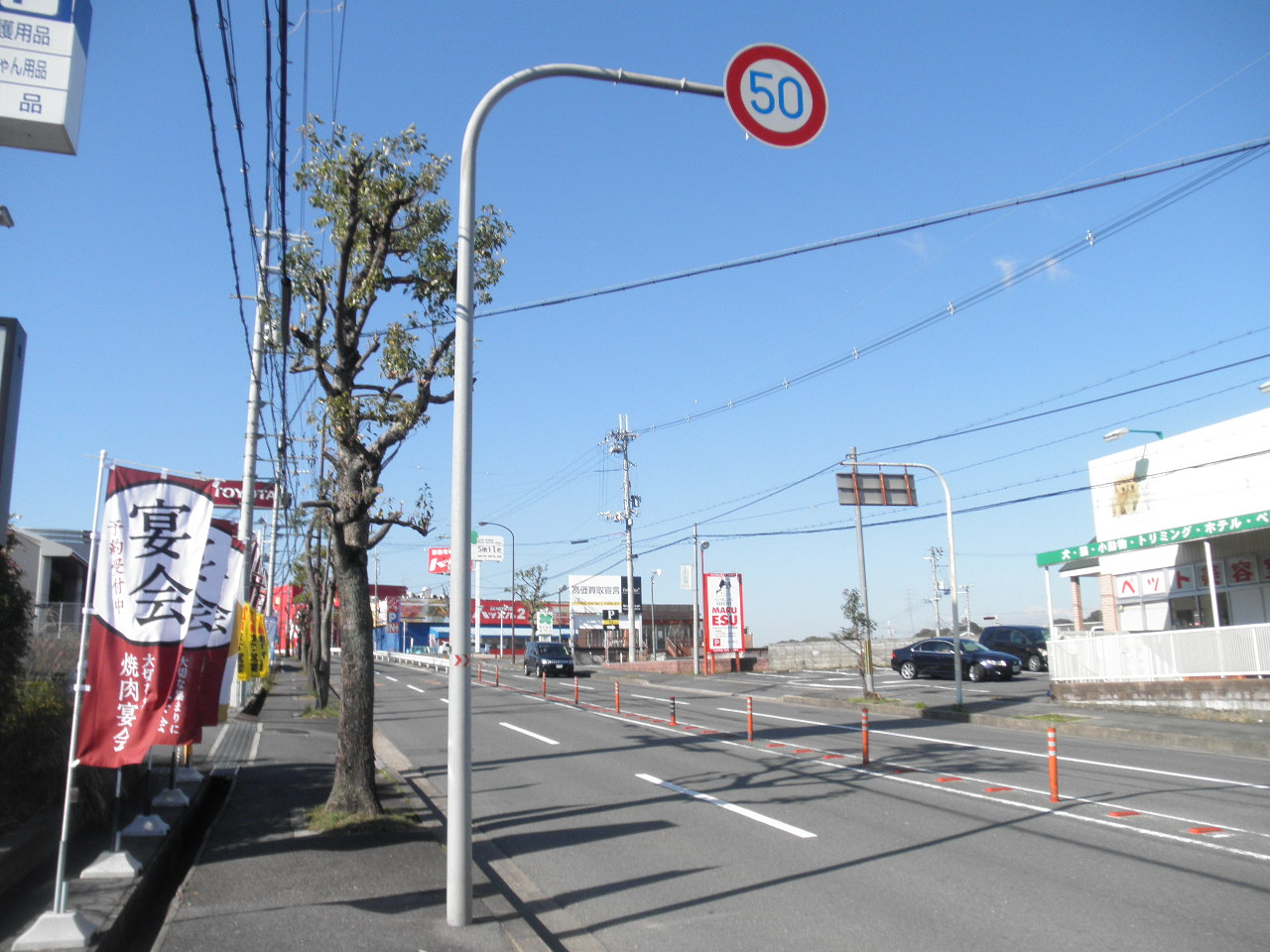
奈良市押熊町

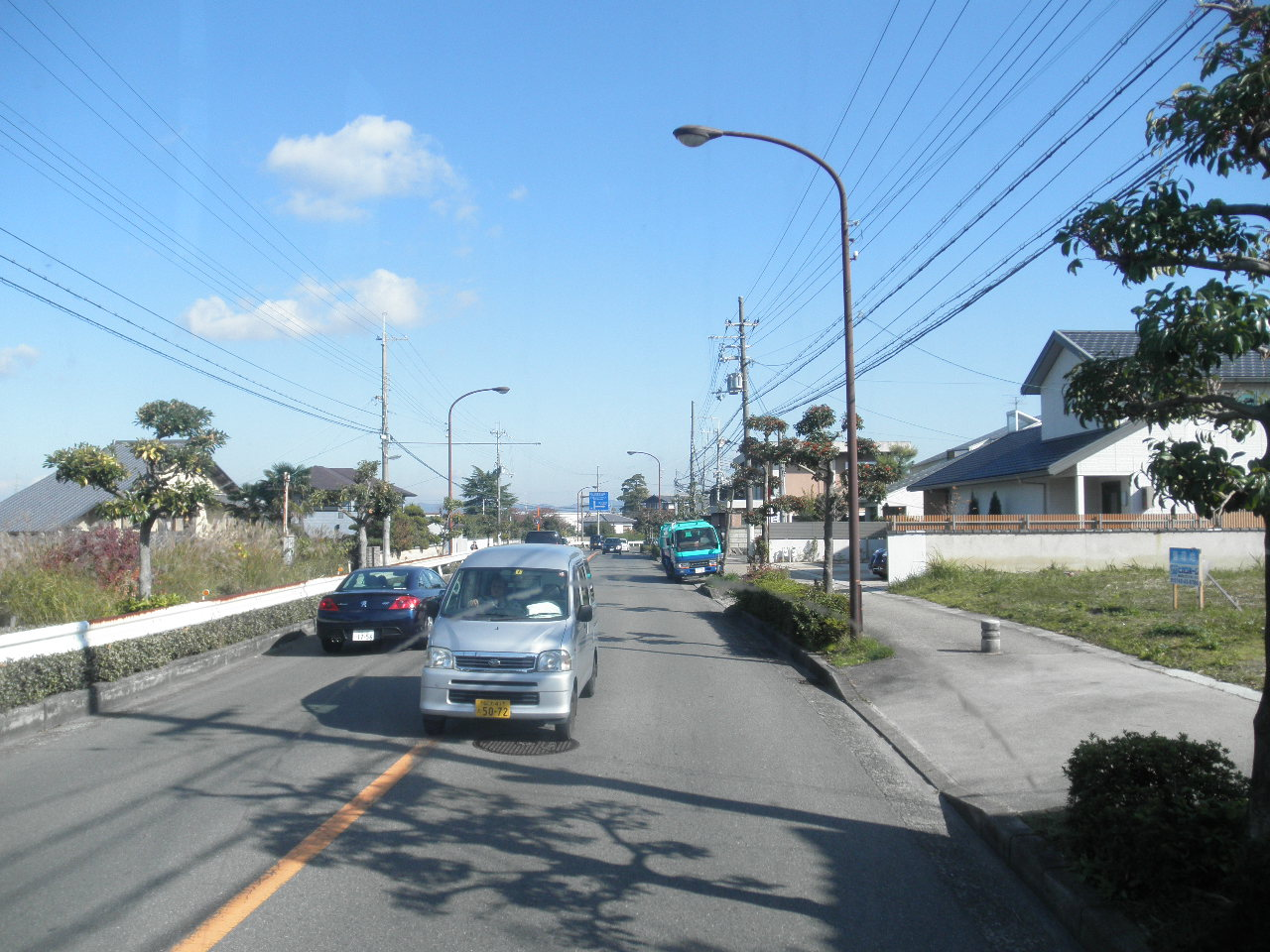
奈良市登美ケ丘5丁目

ならやま大通り（ならやまおおどおり）とは、奈良市道・生駒市道奈良阪南田原線の愛称である。奈良阪南田原線は奈良県奈良市奈良阪町北交差点から生駒市南田原町内に至る全長約12kmの幹線一級市道である。
1963年（昭和38年）に奈良市北西部の登美ヶ丘住宅地内が開通した当初は交通量が少なかったが、1972年（昭和47年）11月に奈良市東登美ケ丘1丁目から奈良阪町北まで延長されてから奈良市北部を横断する幹線道路となり交通量が激増し、1988年（昭和63年）3月に生駒市白庭台地区を最後に全通した。終点の生駒市南田原町は大阪府四條畷市との境にある。

## 概要
当初は「外環状線」という名称であったが、後に奈良阪南田原線となる、1987年（昭和62年）には一般公募によってならやま大通りの愛称がつけられた。
奈良盆地北部の丘陵地を東西に通っており、奈良市内の約3分の2の区間（1972年（昭和47年）11月に開通した奈良阪町北交差点～東登美ケ丘一丁目バス停付近）は片側2車線でそれ以外のところでもかなり広めの道路となっている。南北の谷間や稜線を越えて東西に道路が作られたため、急坂を登り切った直後に急な下り坂になるような箇所がいくつか存在する。
奈良市企業局の水道道路でもある。
当道路は1960年代半ばから大阪市や京都市、奈良市中心部へのベッドタウンとして開発された奈良市北西部や生駒市北部のニュータウンを結ぶ交通の動脈であり、平城ニュータウン建設時には幹線配水管「新大淵幹線」が埋設された。当道路の開通前後から沿線には住宅地や教育施設が開発されており、さらに1980年代後半ごろからは奈良県道52号奈良精華線との交叉点周辺（奈良市押熊町）を中心に、住宅地の住民をターゲットとした量販店が多数出店している。

## 主な接続路線
奈良県道701号とは道続きになっており、この県道を経由すると阪奈道路登山口交叉点に至る。
| 交差する道路                                            | 交差する場所 | 交差する場所 | 交差する場所 | 交差する場所       | 備考                                                       |
| ------------------------------------------------------- | ------------ | ------------ | ------------ | ------------------ | ---------------------------------------------------------- |
| 奈良県道44号奈良加茂線                                  | 奈良県       | 奈良市       | 奈良市       | 奈良阪町北         |                                                            |
| 国道24号                                                | 奈良県       | 奈良市       | 奈良市       | 平城ニュータウン東 | 連絡路からならやま橋西詰・ならやま橋東詰交差点を介して接続 |
| 奈良県道751号木津平城線〈歌姫街道〉                     | 奈良県       | 奈良市       | 奈良市       | 平城1号線          | 連絡路を介して接続                                         |
| 奈良県道52号奈良精華線〈大和中央道〉                    | 奈良県       | 奈良市       | 奈良市       | 神功5丁目          |                                                            |
| 奈良県道7号枚方大和郡山線                               | 奈良県       | 生駒市       | 生駒市       | 上村大橋東詰       | 県道南行と接続                                             |
| 奈良県道7号枚方大和郡山線                               | 奈良県       | 生駒市       | 生駒市       | 上村大橋西詰       | 県道北行と接続                                             |
| 国道168号〈南田原バイパス〉 奈良県道701号中垣内南田原線 | 奈良県       | 生駒市       | 生駒市       | 南田原バイパス中   |                                                            |

※ 交差する場所の括弧書きは地名、それ以外は交差点名で表示

## 周辺

### 教育施設
- 東大寺学園中学校・高等学校
- 奈良大学
- 奈良大学附属高等学校
- 奈良県立奈良高等学校
- 京都府立南陽高等学校・附属中学校

### 商業施設
- イオンモール奈良登美ヶ丘
- イオンモール高の原（サンタウンプラザこすもす館）
- サンタウンプラザすずらん館
- サンタウンプラザひまわり館

### 住宅地
- 平城・相楽ニュータウン
- 三井佐保山住宅
- 県営平城住宅
- 東登美ヶ丘住宅地
- 登美ヶ丘住宅地
- UR都市機構中登美団地
- 西登美ヶ丘住宅地
- 松陽台住宅地
- 近鉄真弓住宅地
- 近鉄北大和住宅地
- 近鉄白庭台住宅地

### 駅
- JR西日本大和路線（関西本線） 平城山駅
- 近鉄京都線 高の原駅
- 近鉄けいはんな線 学研北生駒駅

### その他
- 元明天皇陵
- 元正天皇陵
- 富雄川（奈良県道7号交叉点上村大橋にて交叉する）